# Taras Fedorowicz
Taras Fedorowicz (właśc. Triasiło Fedorowicz, ukr. Тарас Федорович, daty życia nieznane) – hetman nierejestrowych Kozaków zaporoskich, przywódca antyfeudalnego powstania Kozaków i chłopów w 1630 roku.

## Życiorys
Data urodzenia oraz śmierci nieznana. Zachowały się jedynie wzmianki o jego działalności z lat 1628–1636. W 1628 roku poprowadził u boku hetmana Doroszenko pochód kozacki na Krym (gdzie Kozacy interweniowali w wojnie domowej Tatarów krymskich po stronie Mehmeda III Gireja). W oblężeniu Kaffy (dziś Teodozja) zginął Doroszenko. Fedorowicz objął dowodzenie i zdołał bezpiecznie wyprowadzić Kozaków na Zaporoże. Już w roku kolejnym ponownie zebrał około 20 tysięcy Kozaków i podjął próbę ataku na Krym. Znowu jednak zostali pobici przez wojska tatarskie pod Perekopem.

### Powstanie Kozaków i chłopów
Kiedy po ugodzie kurukowskiej ograniczono liczbę Kozaków rejestrowych do 6 tysięcy, wzrosło niezadowolenie Kozaków wypisanych z rejestru. Wkrótce wybuchło powstanie wypisanych Kozaków, tzn. „powstanie wypiszczyków” (znane szerzej jako powstanie Fedorowicza). Grupa około 700 Kozaków wkrótce rozrosła się do 35 tysięcy.
Następnie zmusił wojska polskie do opuszczenia Korsunia oraz okopał się pod Perejasławiem, czym przymusił hetmana Koniecpolskiego do zawarcia ugody perejasławskiej. Stanisław Koniecpolski żądał wydania Fedorowicza, na co jednak starszyzna nie chciała się zgodzić, niemniej, usunęła go z godności hetmańskiej, wybierając na jego miejsce Timofieja Orendarenkę. Niezadowolony z obrotu sprawy Fedorowicz bezskutecznie próbował wznowić powstanie.
Brał udział w wojnie polsko-rosyjskiej lat 1632–1634. Na przełomie 1634/1635 czynił bezskuteczną agitację za ponownym powstaniem przeciw Polsce. W 1635 brał udział w rozmowach na temat przesiedlenia Kozaków z Rzeczypospolitej na ziemie podległe Carstwu Rosyjskiemu. Wiosną 1636 próbował jeszcze namówić Moskwę na przyjęcie kozactwa na służbę wojskową, ale jego propozycje zostały odrzucone ze względu na możliwość zadrażnienia stosunków z Polską.
Dalsze losy Fedorowicza pozostają nieznane.
Wydarzenia jednej z nocy oblężenia pod Perejasławiem, gdzie Kozacy odnieśli spektakularne zwycięstwo, opisał Taras Szewczenko w utworze Noc Tarasa z roku 1839.